# 莱卡·舍哈尼
莱卡·舍哈尼（Lekha Shehani，1993年1月30日—），斯里蘭卡女子羽毛球運動員。目前為斯里蘭卡空軍志願軍成員。

## 簡歷
莱卡·舍哈尼小時候在莫拉圖瓦的勝利聖母修道院（Convent of Our Lady of Victories Moratuwa）上學，自8歲開始便接受羽毛球訓練。除羽毛球外，她還參與田徑運動，曾代表學校參加區域和地區級別的田徑比賽，出戰1500米、800米、400米，4x400米和4×100米等項目；然而，她認為羽毛球才是自己有望達到國家水平的強項。2009年，16歲的舍哈尼開始參加全國羽毛球賽事；及至2013年初次赢得全國比賽的女單冠軍。
2016年4月，舍哈尼出戰科特迪瓦羽毛球國際賽，贏得女子單打比賽冠軍。

## 主要比賽成績
只列出曾進入準決賽的國際賽事成績：
| 年份   | 賽事                   | 公開賽級別 | 項目     | 拍檔                                  | 成績   |
| ------ | ---------------------- | ---------- | -------- | ------------------------------------- | ------ |
| 2016年 | 科特迪瓦羽毛球國際賽   | 未來系列賽 | 女子單打 | －                                    | 冠軍   |
| 2016年 | 克羅地亞羽毛球國際賽   | 未來系列賽 | 女子單打 | －                                    | 準決賽 |
| 2017年 | 埃塞俄比亞羽毛球國際賽 | 國際系列賽 | 女子單打 | －                                    | 冠軍   |
| 2017年 | 埃塞俄比亞羽毛球國際賽 | 國際系列賽 | 女子雙打 | Waduthantri Kavindika Binari De Silva | 冠軍   |

| 2007-2017年 | 首要超級賽 | 超級賽 | 黃金大獎賽 | 大獎賽 | 國際挑戰賽 | 國際系列賽 | 未來系列賽 | 其他 |

| 2018-2026年 | 總決賽 | 超級1000賽 | 超級750賽 | 超級500賽 | 超級300賽 | 超級100賽 | 國際挑戰賽 | 國際系列賽 | 未來系列賽 | 其他 |